# 인터내셔널 렉티파이어
인터내셔널 렉티파이어(International Rectifier Corporation, NYSE: IRF)는 미국의 전력용 반도체 소자 생산 기업이다. 1947년 설립되어 전력용 반도체 회사 가운데 가장 오래된 회사이며, 회사명의 'Rectifier'라는 단어 자체가 전력변환에 필요한 정류기를 뜻하는 말이기도 하다. 또 전력변환의 4과정인 입력-제어-스위칭-출력에 사용되는 일체의 부품을 모두 생산하는 유일한 전력용 반도체 전문 회사다.
본사는 미국 캘리포니아주 엘세건도에 자리 잡고 있으며 전 세계에 걸쳐 80만 제곱피트(약 7만 4300m2)에 달하는 웨이퍼 처리 시설과 어셈블리 라인을 가동하고 있다. 아시아 지역의 소비자 지원 센터는 싱가포르에 있으며, 한국과 일본, 중국, 홍콩, 인도에 기술지원 사무소를 운영하고 있다. 2007년 회계 년도 기준으로 매출액은 12억 달러이고, 증가된 판매이익의 합계는 1억 1400만 달러이다.
2015년 1월 13일, 인터내셔널 렉티파이어는 독일의 인피니온 테크놀로지스에 합병되어 자회사가 되었다.

## 역사[3]
- 1947년 회사 설립
- 1954년 게르마늄 정류기의 세계 최초 상용화
- 1962년 고압용 실리콘 제어정류기 상용화
- 우주선용 고전압 전력공급 반도체 상용화
- 1974년 유리 보호막 전력용 트랜지스터 최초 발표
- 1979년 최초의 육방세포 구조 MOSFET인 HEXFET® 개발
- 1983년 세계 최초의 지능형 전력IC 중 하나인 칩스위치® 개발
- 1993년 세계 최초로 스마트FET 개발
- 1996년 세계 최초 4중막 MOSFET 제조 공정 도입
- 1996년 세계 최초 MOSFET과 쇼트키 다이오드 단일 패키징 제품 개발
- 2000년 휴대용 기기를 위한 웨이퍼 패키징 FlipFET™ 개발
- 2001년 단일 칩 직류-직류 변환 회로 iPOWIR™ 개발
- 2003년 단일 칩 플랫폼 모터 속도조절 제어 회로 iMOTION™ 개발

## 제품
인터내셔널 렉티파이어가 생산하는 주요 반도체 소자는 다음과 같다:
- 디지털 변환회로
- 모터 제어기
- 자동차 전장품
- SMPS
- 전력 MOSFET
- 실리콘 제어 정류기
- 절연 게이트 양극성 트랜지스터

## 참고자료
- 인터내셔널 렉티파이어 공식 웹사이트
- <특집-아날로그반도체> 인터내셔널 렉티파이어, 디지털타임스 2002년 10월 29일자